# Benjamin Harmegnies
Pour les articles homonymes, voir Benjamin et Harmegnies.
Benjamin Harmegnies, né le 2 mai 1990 à Boussu, 
est un judoka belge qui évolue dans la catégorie des plus de 100 kg (lourds).
Il a commencé le judo à 5 ans et est actuellement à la Défense au sein de la DG Fmn à l'École royale militaire à Bruxelles.
Il réside à Hornu et est affilié au Judo Club Banzai.

## Palmarès
- Médaille de bronze au Tournoi World Cup de Lisbonne 2012.
- Médaille d'or au Tournoi World Cup de San Salvador 2013.
- Médaille d'or au Tournoi World Cup de Glasgow 2013.
- Médaille d'argent au Tournoi World Cup de Santiago 2015.
- Médaille de bronze au Tournoi World Cup de Montevideo 2015.
- Médaille de bronze au Tournoi World Cup de Buenos Aires 2016.
- Médaille de bronze au Tournoi Grand Prix de Zagreb 2016.
- Médaille d'argent au Tournoi World Cup de Glasgow 2016.
- Médaille d'argent au Tournoi World Cup de Sofia 2018.
- Médaille de bronze au Tournoi World Cup de Prague 2018.

Il a été six fois champion de Belgique.
|                  |         | 2007 | 2008 | 2009 | 2010 | 2011 | 2012 | 2013 | 2014 | 2015 | 2016 | 2017 | 2018 |
| ---------------- | ------- | ---- | ---- | ---- | ---- | ---- | ---- | ---- | ---- | ---- | ---- | ---- | ---- |
| Chpts d'Europe   | +100 kg | -    | -    | -    | -    | -    | -    | 9e   | -    | 17e  | 17e  | 17e  | 17e  |
| Chpt de Belgique | +100 kg | 3e   | 2e   | -    | 1er  | 1er  | 1er  | 1er  | -    | 1er  | 1er  | 3e   |      |